# Taracus packardi
Espèce
Synonymes
- Taracus nigripes Goodnight & Goodnight 1943

Taracus packardi est une espèce d'opilions dyspnois de la famille des Taracidae.

## Distribution
Cette espèce est endémique des États-Unis. Elle se rencontre au Colorado, au Wyoming et au Nouveau-Mexique.

## Description
Le juvénile holotype mesure 4,5 mm.
Le mâle décrit par Shear et Warfel en 2016 mesure 4,43 mm et la femelle 4,00 mm.

## Systématique et taxinomie
Cette espèce a été décrite par Simon en 1879.

## Étymologie
Cette espèce est nommée en l'honneur d'Alpheus Spring Packard.

## Publication originale
- Simon, 1879 : « Descriptions d'Opiliones nouveaux. » Annales de la Société Entomologique de Belgique, Comptes-Rendus des Séances, vol. 22, p. 70–75 (texte intégral).